# Żaneta Baran
Żaneta Baran, (ur. 23 sierpnia 1989) – polska siatkarka, grająca na pozycji atakującej, przyjmującej i środkowej.

## Sukcesy klubowe
Mistrzostwo I ligi:
- 2015